# Vantro
 Denne artikel bør gennemlæses af en person med fagkendskab for at sikre den faglige korrekthed.

Vantro betegner i religiøse sammenhænge en tvivl på eller direkte afvisning af det, som andre opfatter som den sande tro. Mere generelt bruges udtrykket også om manglende tro på bestemte udsagn.
For kristendommen har dette for eksempel traditionelt drejet sig om et menneske, der ikke anerkender Jesu guddommelighed, eller som ikke er blevet døbt. I moderne tider er betegnelsen vantro dog ved at glide lidt ud af daglig sprogbrug;[kilde mangler] således skelner kristendommen snarere mellem ikke-kristne,[kilde mangler] der er mennesker med en anden religion end den kristne, og ikke-troende, der er mennesker der ikke bekender sig til nogen religion (ateisme).
Ifølge Koranen er jøder og kristne ikke-vantro,[kilde mangler] men hører til kategorien "Bogens folk" eller "Skriftens folk", det vil sige folkeslag som tror på den ene almægtige Gud, og som Gud har åbenbaret sig for. De vantro er blandt andet polyteister, buddhister og hinduer.
Profeten Muhammad betegnede jøder og kristne som "dhimma" folk, det vil sige beskyttede folk. I Koranen (29,46) hedder det: "Og strides ikke med Skriftens folk undtagen med det bedste og skønneste (argument)... Og sig (til dem): Vi tror på det, som er blevet åbenbaret os og åbenbaret jer, og vores Gud og jeres Gud er een og samme, og vi har underkastet os Ham".